# Ibrahim Hasszan
Ibrahim Hasszan Husszejn (arabul: إبراهيم حسن حسين); (Kairó, 1966. augusztus 10. – ) egyiptomi válogatott labdarúgó. 

## Pályafutása

### Klubcsapatban
1984 és 1990 között az el-Ahlí játékosa volt. 1990-ben Görögországba szerződött a PAÓK csapatához, ahol egy évet töltött. Az 1991–92-es szezonban a svájci Neuchâtel Xamax labdarúgója volt. 1992-től 1999-ig az el-Ahlíban játszott, melynek tagjaként összesen tizenegy bajnoki címet szerzett és 1987-ben megnyerte a bajnokcsapatok Afrika-kupáját. 1999 és 2000 között ar Arab Emírségekben szerepelt az El-Ajn csapatánál. 2000 és 2004 között az Ez-Zamálek, 2004 és 2006 között az Al Masri együttesét erősítette. Ikertestvére Hoszám Haszan, aki szintén profi labdarúgó volt és akivel pályafutása során mindig azonos csapatban játszott.

### A válogatottban
1988 és 2002 között 131 alkalommal szerepelt az egyiptomi válogatottban és 14 gólt szerzett. Részt vett az 1990-es világbajnokságon, ahol a Hollandia, az Írország és az Anglia elleni csoportmérkőzésen kezdőként lépett pályára. Tagja volt az 1988-as, az 1992-es és a 2000-es afrikai nemzetek kupáján, illetve az 1999-es konföderációs kupán szereplő válogatottnak is.

## Sikerei, díjai
el-Ahlí SC
- Egyiptomi bajnok (11): 1984–85, 1985–86, 1986–87, 1988–89, 1993–94, 1994–95, 1995–96, 1996–97, 1997–98, 1998–99, 1999–2000
- Bajnokcsapatok Afrika-kupája győztes (1): 1986–87
- Kupagyőztesek Afrika-kupája győztes (4): 1983–84, 1984–85, 1985–86, 1992–93
- Afro-ázsiai klubok kupája győztes (1): 1988

Ez-Zamálek
- Egyiptomi bajnok (3): 2000–01, 2002–03, 2003–04
- CAF-bajnokok ligája győztes (1): 2001–02
- CAF-szuperkupa győztes (1): 2003

El-Ajn
- Egyesült arab emírségekbeli bajnok (1): 1999–2000

Egyiptom
- Arab nemzetek kupája győztes (1): 1992